# إيمانويل بونزيل
إيمانويل بونزيل (بالألمانية: Emanuel Bunzel)‏ (1828-1895) هو عالم حفريات نمساوي.
في عام 1871 وصف جمجمة تم العثور عليها في منجم للفحم في النمسا قبل سنوات من قبل الزملاء فرديناند ستوليزكا وإدوارد سوس حسب نوع العينة كجنس من الديناصورات، اكتشف لأول مرة في المنطقة.